# Келли, Кевин
Кевин Келли (англ. Kevin Kelley; 29 июня 1967, Бруклин, Нью-Йорк, США) — американский боксёр-профессионал, выступавший в полулёгкой и 2-й полулёгкой весовых категориях. Чемпион мира в полулёгкой (версия WBC, 1993—1995) весовой категории.

## 1988—1996
Дебютировал в сентябре 1988 года.
В декабре 1993 года Келли победил чемпиона мира в полулёгком весе по версии WBC Грегорио Варгаса.
В январе 1995 года он проиграл нокаутом в 10-м раунде Алехандро Гонсалесом, и потерял титул.

## 1996-06-15Кевин Келли —Деррик Гейнер
- Место проведения:  Колисеум, Джексонвилл, Флорида, США
- Результат: Победа Келли нокаутом в 8-м раунде в 12-раундовом бою
- Статус: Рейтинговый бой
- Рефери: Фрэнк Сантори младший
- Время: 2:16
- Вес: Келли 56,60 кг; Гейнер 57,20 кг
- Трансляция: HBO
- Счёт неофициального судьи: Харольд Ледерман (64—68 Гейнер)

В июне 1996 года состоялся бой между Кевином Келли и Дерриком Гейнером. Гейнер работал 2-м номером, больше двигаясь по ринге, а Келли гонялся за ним, пытаясь нокаутировать. В конце 3-го раунда Келли коротким встречным правым крюком попал в челюсть противника. Гейнер упал на канвас. Он поднялся на счёт 8. Через несколько секунд прозвучал гонг. В конце 4-го раунда Гейнер провёл несколько комбинации по корпусу. Келли все удары принимал на себе, но вскоре обессиленный рухнул лицом на пол. Он поднялся на счёт 4. Сразу же после окончания счёта прозвучал гонг. В начале 5-го раунда Келли пробил мощный левый хук в голову Гейнера, и тот рухнул на настил. Он встал на счёт 5. Более техничный Гейнер смог отбегаться в 5-м раунде на дистанции, а Келли никак не мог разорвать дистанцию. К 8-му раунду у Келли от гематомы закрылся правый глаз. В конце 8-го раунда Келли, уходя от атаки, выбросил встречный хук слева. Удар пришёлся точно в челюсть Гейнера и тот рухнул на канвас. Он лежал на ринге более минуты.

## 1996—2000
В декабре 1997 года Келли проиграл нокаутом в 4-м раунде Насиму Хамеду.
В июле 1998 года он в реванше уступил Деррику Гейнеру.

## 2000-09-02Эрик Моралес —Кевин Келли
- Место проведения:  Дон Хэскинс Центр, Эль-Пасо, Техас, США
- Результат: Победа Моралеса техническим нокаутом в 7-м раунде в 12-раундовом бою
- Статус: Чемпионский бой за временный титул WBC в полулегком весе
- Рефери: Лоуренс Коул
- Счет судей: Роберт Гонсалес (60—52), Джерри Рот (60—53), Пабло Скарко (59—54) — все в пользу Моралеса; по данным HBO имя Скаро — Пабло, по данным BoxRec — Паоло
- Время: 2:30
- Вес: Моралес 57,15 кг; Келли 57,20 кг
- Трансляция: HBO
- Счёт неофициального судьи: Харольд Ледерман (60—53 Моралес)

В сентябре 2000 года состоялся бой за временный титул WBC в полулёгком весе между Кевином Келли и Эриком Моралесом. Полноценный чемпион Гути Эспадес был травмирован. В середине 5-го раунда Моралес прижал противника к канатам и провёл двойку в челюсть. Затем мексиканц выбросил правый кросс в корпус, левый кросс в голову и правый хук в челюсть. Келли упал на настил. Он поднялся на счёт 7. Моралес попытался добить противника, но безуспешно — Келли смог отбегаться. В середине 7-го раунда мексиканец начал безостановочно бомбить хуками челюсть противника. Келли зашался и в итоге рухнул на канвас. Он поднялся на счёт 9. Моралес кинулся его добивать. Американец начал спасаться. Он прижался к канатам и стал принимать удары на блок. В конце раунда Моралес провёл левый хук в голову, затем правый и ещё два подряд левых. Келли немного зашатался, и тут рефери встал между противниками и прекратил поединок. Американец был недоволен остановкой.

## 2003-04-12Марко Антонио Баррера —Кевин Келли
- Место проведения:  ЭмДжиЭм Гранд, Лас-Вегас, Невада, США
- Результат: Победа Барреры техническим нокаутом в 4-м раунде в 12-раундовом бою
- Статус: Рейтинговый бой
- Рефери: Роберт Бёрд
- Время: 2:05
- Вес: Баррера 57,20 кг; Келли 57,20 кг
- Трансляция: HBO PPV
- Счёт неофициального судьи: Харольд Ледерман (30—26 Баррера)

В апреле 2003 года Кевин Келли встретился с Марко Антонио Баррерой. В середине 1-го раунда Баррера провёл правый кросс в челюсть и туда же левый хук. Келли рухнул на настил. Он поднялся на счет 5. Баррера попытался добить противника, но Келли начал бегать от него. В начале 5-го раунда Келли пошёл в атаку. Баррера в контратаке провёл левый хук в корпус, затем туда же правый. Келли отошёл к канатас. Баррера провёл правый хук в челюсть. Келли упал. Он встал на счет 5. Баррера бросился в атаку. Он провёл несколько серий в голову и в корпус. Под воздействием ударов Келли вновь упал на канвас. Он поднялся на счет 9. Баррера начал избивать противника, и рефери сразу же прекратил поединок. Келли не спорил.